# Hückelheim (Adelsgeschlecht)

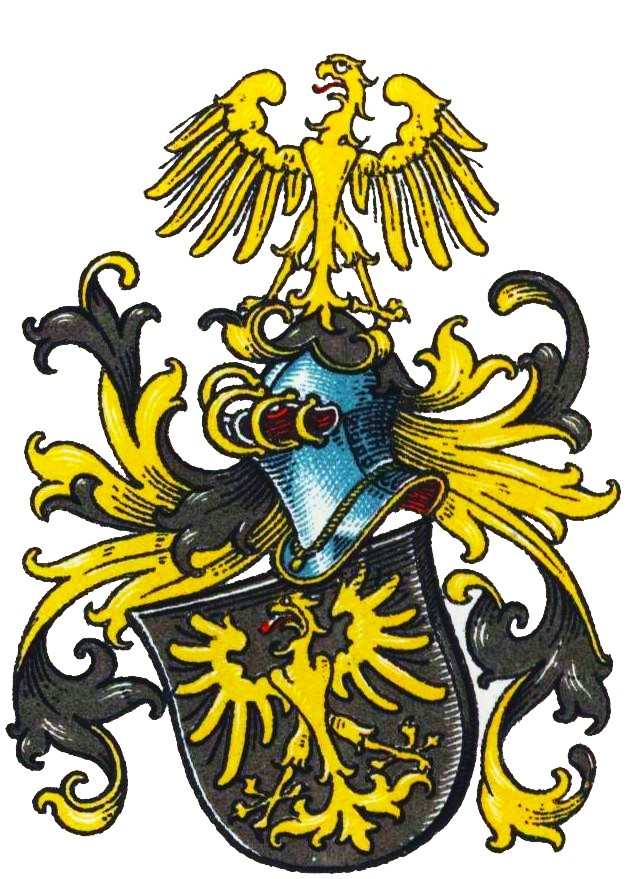
Wappen derer von Hückelheim im Wappenbuch des Westfälischen Adels

Hückelheim (auch Huckelheim o. ä.) ist der Name eines erloschenen westfälischen Adelsgeschlechts.

## Geschichte
Der namensgebende Stammsitz des Geschlechts, Burg Hückelheim, lag beim Meschede. Knappe Hermann von Hückelheim erscheint 1253, ein anderer Hermann von Hukelhem 1308 als Zeuge wie Graf Wilhelm von Arnsberg dem Ort Hirschberg die Rechte der Stadt Eversberg verlieh. Johann von Hückelheim erhielt 1364 von Graf Gottfried IV. von Arnsberg ein Dienstmanngut zu Alten-Rüden, Suttorp, Warstein und dem dortigen Schmiedewerk zum Lehen. 1370 bekannte der Erzbischof von Köln, dass er als Erbe der Grafen von Arnsberg dem Knappen Henkyn von Huykelheym 60 Mark schuldete, die er aber nicht bezahlen konnte. Daher wies er dem Gläubiger bis zur Ablösung der Schuld jährlich 6 Mark auf die Gefälle von Arnsberg an. Johann von Hückelheim und Leifhard von Hückelheim erscheinen 1385. 1428 treten Hermann Hückelheim, Greite, seine Frau, Oytberg und Greite, ihre Töchter, auf. Die Eheleute und Otberg, Witwe von Hermann von Huckelberg, verkauften 1431 ihr Dorf Hückelheim an Hunold von Hanxleden (1374–1452), der in erster Ehe mit Beleke von Hückelheim, Tochter von Johann von Hückelheim, Herr zu Hückelheim und Laer, verheiratet war, Wiederkauf vorbehalten. Hermann von Hückelheim war mit Margaretha von Rump, Erbin von Burg Laer, verheiratet. Ihre Tochter, die Letzte des Geschlechts, Margaretha von Hückelheim, war in erster Ehe mit Volpert von Visbeck und in zweiter Ehe mit Henneke von Berninghausen († 1483) verheiratet. 1448 kauften besagter Folpert von Visbeke und seine Frau Greyte von Hunold von Hanxleden und dessen zweiter Frau Gertrud das Dorf, Erbe und Gut zu Hückelheim mit Gehölz, Zehnten und Wiesen zurück. Nach dem Tod von Volpert von Visbeck brachte Witwe Margaretha das Erbe Hückelheim mit in ihre zweite Ehe. Da aber die Eheleute Margaretha und Henneke kinderlos blieben, stifteten sie im Februar 1483 den Familienstammsitz Hückelheim und weitere Güter für die Gründung des Klosters Galiläa an selber Stelle.

## Wappen
Blasonierung: In Schwarz ein goldener Adler. Auf dem Helm mit schwarz-goldenen Helmdecken derselbe Adler.